# بيلكه خاقان
بيلكه خاقان  , Bilge qaγan)، كان خاقان (ملك) الخاقانية التركية الثانية. كُتبت أعماله في «كتابات أورخون» الذي هو أول أثر كتاب معروف لدى الأتراك وهو مكتوب بالأبجدية التركية القديمة من قبل الغوك تورك.